# Midi-Pirinei
Midi-Pyrénées (Sud-Pirinei, Miègjorn-Pirenèus în limba occitană) a fost una dintre cele 26 regiuni ale Franței de până la reforma administrativ-teritorială din 2014. Capitala regiunii era orașul Toulouse, iar regiunea cuprindea 8 departamente. La 1 ianuarie 2016  a fost creată regiunea Occitania, prin comasarea regiunii Midi-Pirinei cu Languedoc-Roussillon.

## Istoric
Regiunea este o entitate administrativă artificială ce ocupă zona de existență a mai multor foste provincii franceze, fiecare cu propria-i identitate culturală și istorică. Este regiunea franceză cel mai puternic influențată de cultura și civilizația romană care a lăsat aici foarte multe urme. În Evul Mediu zona a cunoscut o fărâmițare accentuată, în special în văile Pirineilor unde regiunile fiind protejate de mediul natural, și-au dezvoltat fiecare diverse particularități. 
Actuala regiune cuprinde teritorii din fostele provincii Gasconia, Languedoc, Rouerge, Quercy, Comté de Foix, Couserans, Nébouzan, Quatre-Vallées și Bigorre. Datorită acestui lucru, numele ei nu are legătură cu nici una dintre acestea, ci este bazat doar pe geografie "Sud" (poziția față de restul Franței sau față de Paris)-"Pirinei".  În plus, regiunea face parte din două zone de influență ale limbilor regionale franceze - limba gasconă și limba occitană, Toulouse fiind la limita dintre cele două arii. Totuși, influența acestor limbi este actualmente limitată datorită numărului mic de vorbitori.

## Geografia
Regiunea este cea mai mare regiune franceză metropolitană, mai mare decât Olanda sau Danemarca. Situată la frontiera de sud, se învecinează cu Spania și micul Principat Andorra. Relieful este dominat în partea sudică de Pirinei, iar în partea nordică de Masivul Central. Principalul râu este Garonne cu cei patru afluenți Gers, Ariège, Lot și Tarn.

## Economia
Orașul Toulouse este unul dintre cele mai dezvoltate orașe franceze, aici aflându-se un număr mare de facilități de producție în domenii de vârf: Airbus și EADS în aeronautică zboruri cosmice fiind două dintre reprezentantele de marcă. De asemenea sunt dezvoltate și electronica, domeniul IT și biotehnologia. Cu peste 110.000 de studenți orașul este al doilea după Paris, fiind astfel un centru important de cercetare. De asemenea, nu putem neglija agricultura, în regiune producându-se celebra brânză Roquefort, și nici turismul, în văile și stațiunile din Pirinei.